# رودخانه پسل
رودخانه پسل (به انگلیسی: Psel River) رودخانه‌ای به‌طول ۷۱۷ کیلومتر است که در روسیه، اوکراین جریان دارد.